# Сломљено срце
Сломљено срце, или бол у срцу, метафора је за интезиван емоционални стрес или бол који човјек осјећа када доживи велику или дубоку чежњу. Концепт је међукултурални, често се цитира у вези са неузвраћеном или изгубљеном љубављу.
Пропала романтична љубав може бити изузетно болна; особе које пате од сломљеног срца могу подлећи депресији, анксиозности и у крајњим случајевима посттрауматском стресном поремећају.